# ليدن
لَيْدَن (بالهولندية: ) مدينة وبلدية هولندية بمقاطعة جنوب هولندا. يبلغ عدد سكان بلدية ليدن 122,000 نسمة، ولكن المدينة تشكل تجمع واحد مكتظ مع ضواحيها أُخْسُتْخَسْت، وفُورُسْخَوْتَن، ولَيْدَرْدُرْب وزُوتُرْفَوْدَة مع حوالي 190,000 نسمة. تقع ليدن على ضفاف الراين القديم، تبعد حوالي 20 كيلومتر (12 ميل) من الهاية إلى الجنوب، وحوالي 40 كيلومتر (25 ميل) من أمستردام إلى الشمال. فيها جامعة تسمى باسمها (جامعة ليدن) وهي أقدم جامعة في البلاد والمركز الطبي لجامعة ليدن.

## توأمة
لليدن اتفاقيات توأمة مع كل من:
- كريفلد
- أكسفورد
- تورون (1988 - )[4]

## أعلام
- لوكاس فان ليدن
- فيلم أينتهوفن
- اسكاليجيه
- يان أورت
- رامبرانت
- لودولف فان ساولن
- نينا فوش
- جاكوب أرمينيوس
- يان ستين
- نيكولاوس يوزف فون ياكوين